# Power Macintosh 5300 LC
Lancé en août 1995, le Power Macintosh 5300 LC, vendu aussi sous le nom de Macintosh Performa 5300 auprès du grand public, était le deuxième Power Macintosh à écran 15" intégré (après le 5200 LC). Sa seule amélioration par rapport à ce dernier était son processeur PowerPC 603e cadencé à 100 MHz contre 75 MHz, ses 16 Mo de mémoire vive en standard et son disque dur plus gros (qui passe à 1,2 Go).
Une version avec un processeur cadencé à 120 MHz, nommée Performa 5320 est sortie en novembre 1995. Ce modèle ne fut commercialisé qu'en Europe.

## Caractéristiques
- processeur : PowerPC 603e 32 bit cadencé à 100 MHz (Power Mac 5300 LC et Performa 5300) ou 120 MHz (Performa 5320)
- bus système 64 bit à 40 MHz
- mémoire morte : 4 Mio
- mémoire vive : 16 Mio (5300), 8 ou 16 Mio (5320), extensible à 64 Mio
- mémoire cache de niveau 1 : 32 Kio
- mémoire cache de niveau 2 : 256 Kio
- disque dur IDE de 1,2 Go
- lecteur de disquette 1,44 Mo 3,5"
- lecteur CD-ROM 4x
- mémoire vidéo : 1 Mio de DRAM (mémoire vive dédiée)
- écran intégré 15" couleur shadow-mask
- résolutions supportées :
  - 640 × 480 en 16 bit (milliers de couleur)
  - 800 × 600 en 8 bit (256 couleurs)
  - 832 × 624 en 8 bit (256 couleurs)
- slots d'extension:
  - 1 slot d'extension LC PDS
  - 1 slot comm
  - 1 slot entrée/sortie vidéo et tuner TV
  - 2 connecteurs mémoire de type SIMM 72 broches (vitesse minimale : 80 ns)
- connectique:
  - 1 port SCSI (DB-25)
  - 2 ports série Din-8
  - 1 port ADB
  - sortie vidéo DB-15 optionnelle
  - sortie audio : stéréo 16 bit
  - entrée audio : mono 16 bit
- haut-parleur stéréo intégré
- microphone mono
- dimensions : 44,4 × 38,4 × 40,6 cm
- poids : 21,3 kg
- alimentation : 125 W
- systèmes supportés : Système 7.5.1 à Mac OS 9.1